# Усабаш
Усаба́ш (рос. Усабаш, башк. Уҫыбаш) — присілок у складі Благовіщенського району Башкортостану, Росія. Входить до складу Октябрської сільської ради.
Населення — 93 особи (2010; 116 в 2002).
Національний склад:
- марійці — 96 %